# YKK

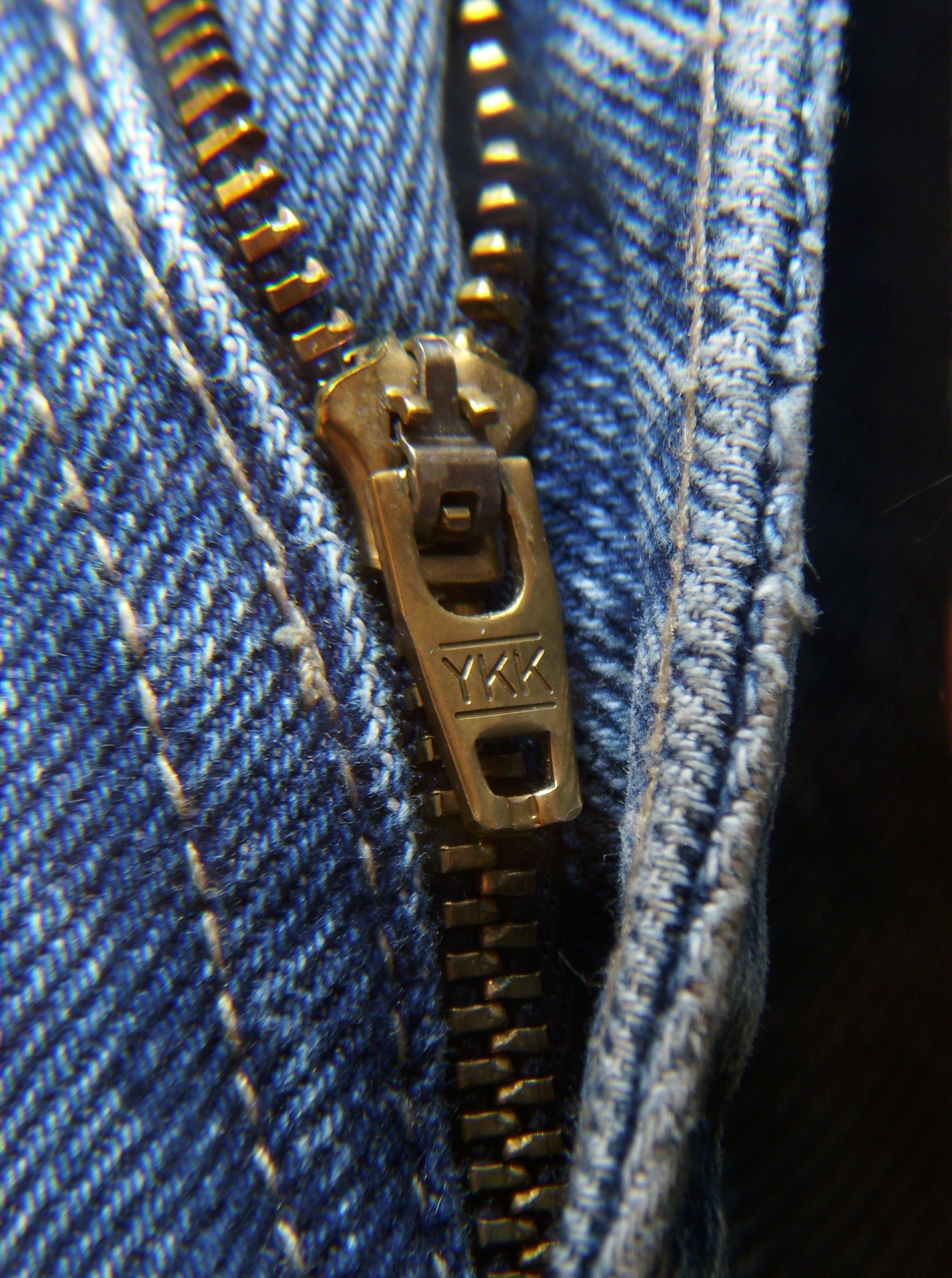
청바지의 YKK 지퍼를 확대한 모습

YKK 그룹(일본어: YKKグループ)은 일본의 제조 기업 그룹이다. 세계 최대의 지퍼 제조업체인 YKK 그룹은 지퍼 제조를 하는 것으로 유명하다. 잠금장치, 건축 제품, 플라스틱 하드웨어와 산업 기계를 제조하기도 한다.
YKK는 요시다 공업 주식회사(吉田工業株式会社, Yoshida Manufacturing Corporation)을 대표하는 단어로, 1945년부터 1994년까지 이 기업의 이름으로 사용되었다. 잠금장치, 건축 제품을 전 세계 71개국 109개 YKK 시설에서 생산한다.